# Dutch Blitz
Dutch Blitz é um jogo de ritmo acelerado, um jogo de ação de cartas jogo de cartas jogado com um baralho especialmente impressos. O Jogo foi criado por Werner Ernst George Muller, um imigrante alemão de Bucks County, Pensilvânia. O Jogo é muito popular entre a Pensilvânia Amish que é uma comunidade de origem suiça, e entre grupos cristãos nos Estados Unidos e Canadá (principalmente nas comunidades holandesas e alemãs). O Jogo em sua essência e o mesmo Nertz, com a diferença que você pode jogar Nertz com quatro baralhos padrão, mas deve jogar Dutch Blitz com um baralho especial.
É semelhante ao e, possivelmente derivado do Jogo Europeu de Ligretto fabricados na Alemanha.

## Visão do Jogo

### Conteúdo Deck
- 160 total de cartas:
  - 4 Deck; Carroça, Bomba, Arado, e Balde.
    - Cada baralho contém 10 cartas vermelhos (laranjas), 10 azuis, 10 verdes e 10 amarelas.

### Terminologia do Jogo
'Pilha Blitz:' Esta pilha de 10 cartas é o monte mais importante de cartas para cada jogador, pois é a chave para a "Dutch Blitz" (Ganhar o jogo), quando todos os cartões a partir desta pilha foram descartados.
 'Pilha Dutch:' Pilhas de cartões em cada uma das quatro cores - de 1 a 10 uma sequência ascendente - colocado no centro da mesa e onde todos os jogadores descartam. Cada jogador acumula pontos aqui ao descartar.
 'Pilha Post:' Grupos de cartões colocados à esquerda, tanto da Blitz e estacas de madeira em sequência decrescente para cada jogador, as pilhas Post servir como uma negociação "ou área de substituição durante o Jogo. Há geralmente três pilhas post, mas em um jogo de duas pessoas, quatro ou cinco pilhas post são muitas vezes utilizados para impedir que o jogo trave. (O Jogo sendo de 4 pessoas não seria necessário das Post Piles)
 'Pilha Wood:' pilha de cartas colocada na direita de um jogador, a partir de cartões que estão na mão daquele jogador.

### Objetivo
O objetivo do Dutch Blitz é marcar pontos por jogar como número de cartões possível em Pilha Dutch, e por esvaziar a Pilha Blitz o mais rapidamente possível. Para fazer isso, jogar cartas de sua Pilha Blitz, Pós-Montes e pilha de madeira nas pilhas de dutch.

### Fim de Jogo
O Jogo termina quando um jogador joga todos os 10 cartões para fora da sua Pilha Blitz e grita "BLITZ!". 
Os pontos finais de cada jogador como se segue:
1. Adicione um ponto por cada cartão que tinha sido expulso no Pilha Dutch.
2. Subtrair dois pontos para cada cartão, que o jogador ficou em sua Pilha Blitz.